# Ухалкин, Владимир Васильевич
Влади́мир Васи́льевич Уха́лкин (р. 22 февраля 1951, Москва) — полковник ВВС, с 2000 по 2015 год — глава города Фрязино Московской области.

## Биография
Владимир Васильевич Ухалкин родился в 1951 году в Москве. После того, как отец Владимира окончил Военно-воздушную инженерную академию имени Н. Е. Жуковского, семья переехала в Керчь на новое место службы главы семейства, где Владимир Ухалкин пошёл в школу. Окончил в 1968-м году Багеровскую среднюю школу в поселке Багерово в этом же году поступает в Киевское высшее военное авиационное инженерное училище. После его окончания в звании лейтенанта направлен проходить службу в 136-ю лабораторию измерительной техники ВВС Первой особой воздушной дальневосточной армии.
Далее следует служба в научно-исследовательском институте Министерства обороны, где Ухалкин Владимир Васильевич защищает диссертацию на соискание ученой степени кандидата технических наук.
В 1994 году Ухалкин увольняется из Вооруженных Сил в звании полковника и становится коммерческим директором московского предприятия, специализирующимся на производстве нетканых материалов. По данным сайта «Единой России», В. В. Ухалкин как бизнесмен удостоен почётного звания «Лидер бизнеса и администрирования» и международной премии «Факел Бирмингема».
Состоит в зарегистрированном браке, от первого брака двое детей.

## Глава города Фрязино
В октябре 2000 года по поручению Губернатора Московской области Ухалкин возглавляет территориальный исполнительный орган государственной власти в городе Фрязино. 28 января 2001 года Владимир Васильевич Ухалкин избран Главой города Фрязино, переизбран в 2005 и 2010 годах.
В период его нахождения на посту Главы:
- 29 декабря 2003 года городу Фрязино был присвоен статус наукограда[5],
- 28 октября 2009 года во Фрязино под председательством Президента России Д. А. Медведева состоялось заседание Комиссии по модернизации и технологическому развитию экономики России[6].

## Обвинение в 2005 году
28 февраля 2005 года Ухалкину Щелковской городской прокуратурой было предъявлено обвинение по статьям 286 часть 2 (превышение служебных полномочий) и 293 часть 1 (халатность) УК РФ. Ухалкин обвинялся в неоднократном предоставлении в аренду земельных участков под строительство жилых домов без проведения конкурса или торгов, а также в необоснованной переплате в крупном объёме денежных средств из федерального бюджета. Постановлением Щелковского городского суда от 28 февраля 2005 года В. Ухалкин временно был отстранён от должности главы города Фрязино.. Вскоре, однако, Мособлсуд признал это отстранение незаконным и 21 апреля 2005 года восстановил мэра в должности. В сентябре он был переизбран. Впоследствии некоторые газеты относили эту историю к серии случаев «политического рейдерства» — необоснованных возбуждений уголовных дел в отношении глав городов и районов, с которой они связывают определённых работников прокуратуры.